# Invincible (canción de Kelly Clarkson)
"Invincible" es una canción de la cantante y actriz estadounidense Kelly Clarkson perteneciente a su séptimo álbum de estudio, Piece by Piece (2015). Fue escrito por Sia, Jesse Shatkin, Steve Mostyn, y Warren Felder. Producido por Greg Kurstin y Shatkin, la pista es un himno pop orquestal synthpop sobre el empoderamiento. "Invincible" cuenta con la voz sin acreditar de Sia, así como arreglos de cuerda de Oliver Kraus. "Invincible", fue lanzado por RCA Records como el primer sencillo promocional de Piece by Piece el 23 de febrero de 2015, RCA Records lanzará "Invincible" como el segundo sencillo del álbum a las estaciones de radio Hot Adult Contemporary el 18 de mayo de 2015.

## Antecedentes y grabación
Durante su gira Stronger Tour en 2012, Clarkson se realizó un versión del sencillo de Sia "Breathe Me" (2004). Al enterarse la actuación, Sia ofreció sus salutaciones y reveló que ella había estado tratando de escribir una canción para Clarkson y que continuará con un material a presentar. En 2014, Sia reveló que ella escribió una canción titulada "Invincible" con Jesse Shatkin. Y al tiempo que demuestra su trabajo con el productor Greg Kurstin en NPR, ella terminó escribiendo una parte de lo que se incluye en la canción, que remarcó que nadie había cortado todavía. Ella, junto con Shatkin, que también había colaborado anteriormente con Clarkson como ingeniero de Kurstin, terminada la canción hacia finales de las sesiones de grabación de Clarkson para su séptimo álbum de estudio, Piece by Piece. Shatkin le presentó la canción a Clarkson, diciendo: "Sé que has terminado la grabación de tu álbum, pero simplemente escribimos esta canción increíble y pensamos que tú podrías ir muy bien en ella. Al escuchar su demo, Clarkson decidió grabar la canción, ella respondió: "Creo que podría hacerlo también - lo quiero!".

## Composición
"Invincible" fue escrita por Sia, Shatkin, Steve Mostyn, y Warren Felder. Es una de las dos canciones que Sia ha escrito para Clarkson, siendo la otra "Let Your Tears Fall". La última canción grabada de Piece by Piece se trata de un midtempo orquestal synthpop producido por Kurstin junto con Shatkin. La canción contó con coros de Sia. Líricamente, canta de empoderamiento, contando una historia de una niña que convertirse en una mujer con una fuerza ilimitada, entrando en su propia cuenta y descubrir un sentido de autoestima.

## Lanzamiento
"Invincible" fue lanzado primero por RCA Records el 23 de febrero de 2014, como el primer sencillo promocional de Piece by Piece. Clarkson también había anunciado planes para lanzar como segundo sencillo del álbum después de "Heartbeat Song".

### Recibimiento comercial
Tras su lanzamiento como sencillo promocional, "Invincible" debutó en  la lista de Billboard Pop Digital Songs en la posición número 50 para la semana que termina 14 de marzo de 2015.

## Video musical
El video musical fue dirigido por Alon Isocianu y fue filmado en Los Ángeles a partir del 30 de abril al 1 de mayo de 2015, con coreografía de Addy Chan.

## Presentaciones en vivo
Clarkson debutará con "Invincible" en una actuación en directo en los Billboard Music Awards 2015 en la MGM Grand Garden Arena el 17 de mayo de 2015, un día antes de su fecha de lanzamiento. Asimismo va a incluir la canción en su lista de canciones en el Festival Summertime Ball 2015 en el Wembley Stadium el 6 de junio de 2015.

## Posicionamiento en listas

### Semanales
| País           | Lista             | Mejor posición |      |
| 2015           | 2015              | 2015           | 2015 |
| -------------- | ----------------- | -------------- | ---- |
| Estados Unidos | Pop Digital Songs | 50             |      |